# São João da Ribeira
São João da Ribeira is een plaats (freguesia) in de Portugese gemeente Rio Maior en telt 1200 inwoners (2001).